# Aguaro-Guariquito nationalpark
Aguaro-Guariquito nationalpark, spanska: Parque Nacional Aguaro-Guariquito, är en av Venezuelas större nationalparker. Den ligger på grässtäppen Los Llanos centralt i delstaten Guárico. Aguaro-Guariquito består huvudsakligen av savannvegetation. Parallellt med de många vattendragen finns områden med regnskog. Det finns även områden med vita sanddyner. Klimatet karaktäriseras av en tydlig uppdelning i en torr- och en regnperiod. Bland djurarter som finns i nationalparken kan nämnas Orinocokrokodil och Grön anakonda.

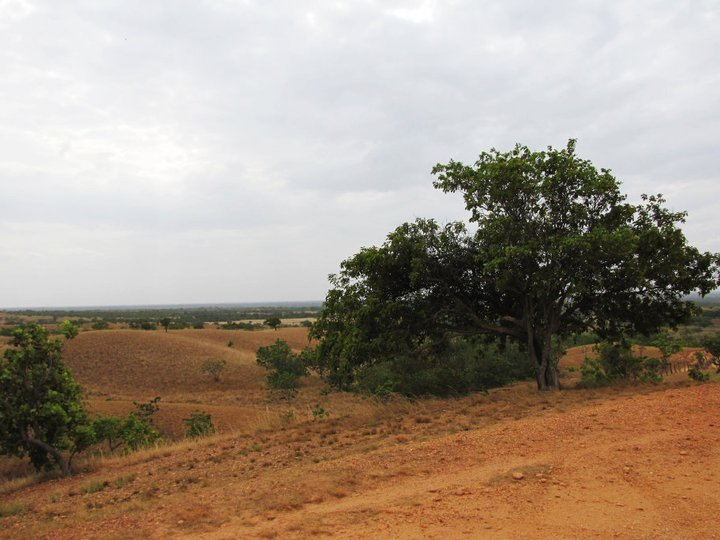
Park i den torra säsongen
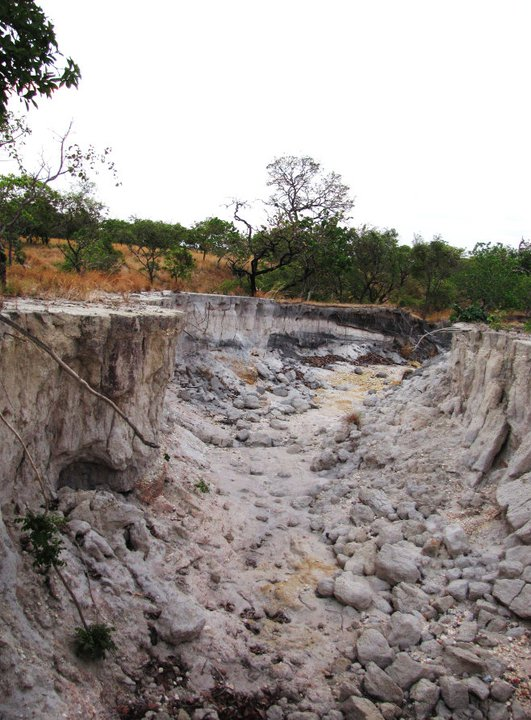
Park i den torra säsongen
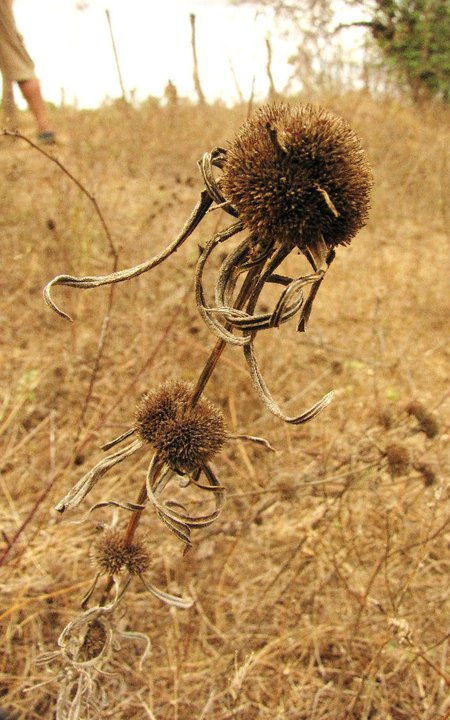
Park i den torra säsongen
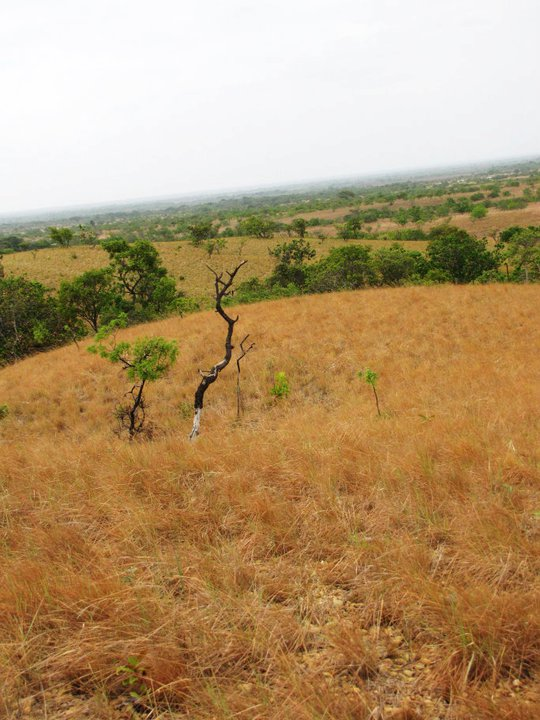
Park i den torra säsongen
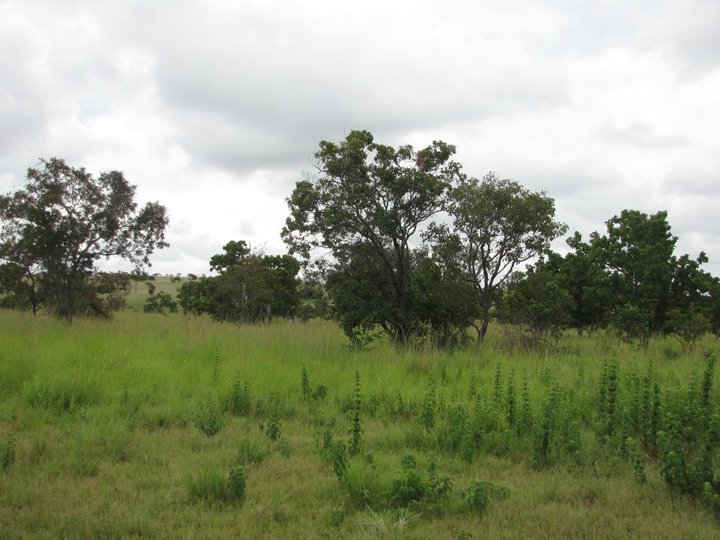
Parken under regnperioden
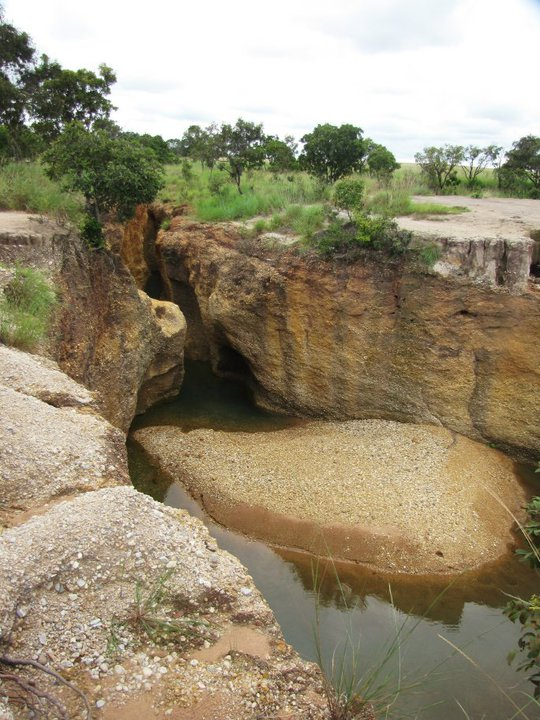
Parken under regnperioden
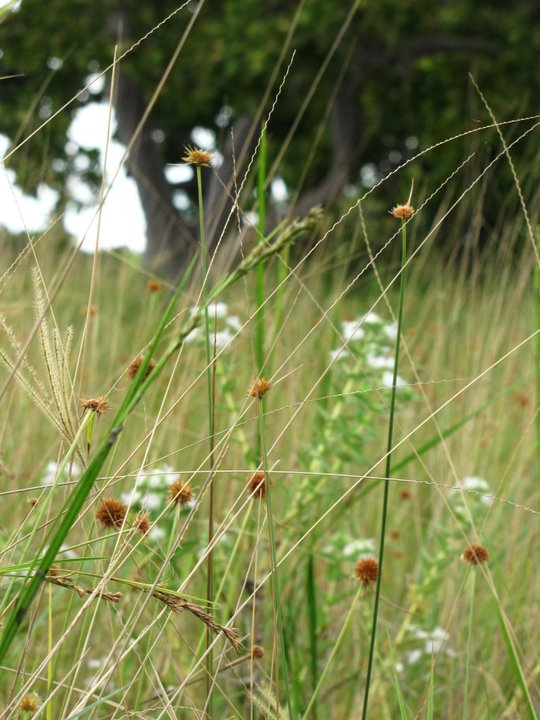
Parken under regnperioden
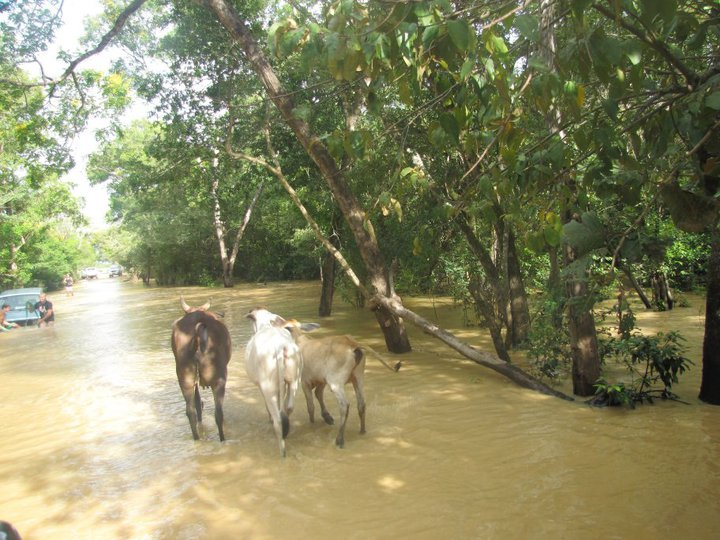
Parken under regnperioden